# FC Jeunesse Junglinster
Der FC Jeunesse Junglinster ist ein luxemburgischer Fußballverein aus Junglinster. Der Klub trägt seine Heimspiele auf dem 2.000 Zuschauer fassenden Terrain "Stade Op Fréinen" aus.

## Geschichte
Der Verein wurde 1935 unter seinem heutigen Namen gegründet. Während der deutschen Besetzung Luxemburgs im Zweiten Weltkrieg hieß der Verein FV Junglinster. 1945 erfolgte die Rückbenennung in FC Jeunesse.

## Herrenfußball
Jeunesse Junglinster spielte noch nie in seiner Vereinsgeschichte in der Nationaldivision. 1995 stand Jeunesse vor dem Aufstieg in die Ehrenpromotion, unterlag jedoch im Barragespiel gegen Tricolore Gasperich mit 0:2.
Zur Saison 2013/14 schaffte Jeunesse erstmals den Aufstieg in die zweithöchste luxemburgische Spielklasse, der Ehrenpromotion, welcher aber mit dem sofortigen Wiederabstieg endete. 2018 folgte dann der erneute Aufstieg in Liga Zwei.
Im nationalen Pokalwettbewerb erreichte Jeunesse Junglinster 1977/78 (0:4 gegen Etzella Ettelbrück), 1978/79 (0:3 gegen FC Olympique Eischen) und 1993/94 (1:3 gegen F91 Düdelingen) jeweils das Achtelfinale.
2011 gewann Jeunesse durch ein 6:0 über Marisca Mersch den Coupe FLF, den nationalen Pokalwettbewerb für Vereine der 1., 2. und 3. Division (dritte bis fünfte Spielklasse).

## Frauenfußball
Die Frauenfußballmannschaft gewann 2010, 2012, 2013, 2015, 2016 und 2018 die luxemburgische Meisterschaft sowie 2010, 2011, 2013, 2015, 2016 und 2018 den nationalen Fußballpokal.
2015/2016 nahm der Verein erstmals an der UEFA Women’s Champions League teil. Beim Qualifikationsturnier im niederländischen Oldenzaal und Hengelo belegten sie mit 0 Punkten und 1:26 Toren den letzten Platz der Gruppe.
| Wettbewerb                            | Runde    | Gegner               | Spiel |
| ------------------------------------- | -------- | -------------------- | ----- |
| UEFA Women’s Champions League 2015/16 | Gruppe 4 | ASA Tel-Aviv FC      | 1:5   |
| UEFA Women’s Champions League 2015/16 | Gruppe 4 | FC Twente Enschede   | 0:10  |
| UEFA Women’s Champions League 2015/16 | Gruppe 4 | Ferencváros Budapest | 0:11  |